# Dayton, Texas
Dayton är en stad (city) i Liberty County i Texas. Vid 2010 års folkräkning hade Dayton 7 242 invånare.

## Kända personer från Dayton
- Price Daniel, politiker